# Сакамото Рьома
Сакамо́то Рьо́ма (яп. 坂本龍馬, さかもとりょうま; 3 січня 1836 — 10 грудня 1867) — японський політичний і громадський діяч періоду Едо. Один із національних героїв Японії. Справжнє ім'я — Сакамото Наона́рі. Псевдонім — Сайда́ні Уметаро́. Вшановується як синтоїстьке божество в токійському Святилищі Ясукуні. Зайняв друге місце у загально-національному опитуванні «Великі японці» (2006).

## Біографія
Народився 3 січня 1836 в призамковому містечку Коті уділу Тоса-хан провінції Тоса. Він був другим сином Сакамото Хатібея. Його рід походив із заможних купців, які за головування Сайдані Кенсуке, прадіда новонародженого, придбали собі статус земельних самураїв найнижчої категорі ґосі та прізвище Сакамото. Щорічний дохід роду був високим і становив 197 коку на рік.
В дитинстві Рьома вчився погано і вважався тугодумом. Попри це, хлопець відшліфував свій характер завдяки фехтуванню у призамковій школі під керівництвом Хінено Бендзі. 1853 року він продовжив навчання в Едо, де опановував фехтувальний стиль «Меч полярної зірки» у вчителя Тіби Садакіті. За рік Рьома повернувся на батьківщину, але 1856 року вдруге вирушив у подорож з метою вдосконалити мистецтво меча. Він здобув собі славу фехтувальника, отримав диплом майстра вищезгаданого стилю і 1858 року повернувся додому.
У вересні 1861 вступив до політичної організації «Тоська партія підтримки монархії», яка стояла на позиціях руху «Шануймо Імператора, виженемо варварів!». За два місяці, під приводом тренування з фехтування, він полишив батьківщину і на початку 1862 року прибув до міста Хаґі в Тьосю-хані, де зустрівся із Кусакою Ґенсаєм. Під впливом останнього Рьома повернувся додому і без дозволу удільної адміністрації назавжди полишив рідний Тоса-хан. Фехтувальник вирушив до Едо через Осаку та Кіото.
Рьома особливо захоплювався твором «Торгівля і мореплавання» Кавати Сьорю. Прибувши до Едо, він зустрівся із Кацу Кайсю, урядовцем сьоґунату, який керував реформами японського флоту. Вражений його знаннями, Рьома став його учнем. Він полишив ксенофобські ідеї й розпочав інтенсивно вивчати мореплавство. Наполегливість і завзяття Рьоми здобули йому посаду помічника Кацу. 1863 року, з дозволу сьоґунату, він брав участь у заснуванні тренувального центру військово-морських сил в Кобе і став його головою. Проте через раптову відставку Кацу, Рьому звільнили, а центр розформували. Під час перебування в Едо, він познайомився із Мацудайрою Йосінаґою, Йокої Сьонаном, Юрі Мімасою, Окубо Тадіхіро та Сайґо Такаморі.
Після розпуску центру Рьома отримав протекцію уділу Сацума-хан і 1865 року разом із однодумцями заснував у Наґасакі підприємство «Камеяма» для торгівлі з закордоном. Під прикриттям цього підприємства, 7 березня 1866 року в Кіото він спромігся укласти таємний союз між Сацума-ханом і Тьосю-ханом, які планували повалити сьоґунат. Під час укладання, спільно з товаришем Накаокою Сінтаро, Рьома грав роль посередника між обома уділами. 23 днями поспіль його вислідили урядовці сьоґунату та кіотська поліція, які спробували заарештувати його у будинку купця Терадая. Проте Рьому врятувала названа донька купця, Рьо, яка навела переслідувачів на хибний слід. Згодом він одружився з цією дівчиною; союз же, який був укладений за його посередництва, став фатальним для сьоґунату.
У 1867 в Наґасакі зустрівся із Ґото Сьодзіро, офіційним представником Тоса-хану і своїм колишнім переслідувачем. Останній перебував в Наґасакі для контролю за торгівлею хану. Тоса-хан відчував безперспективність ідеї розподілу влади між самурайством та аристократією і поступово переходив на антиурядові позиції. Через це влада хану простила Рьомі та його побратиму Накаоці Сінтаро самовільну відлучку 1862 року й призначила їх на посади голів допоміжних морських і сухопутних сил хану.
В липні 1867, у супроводі Ґото, Рьома вирушив човном до Кіото. Своє бачення майбутнього устрою Японії він виклав у «Восьми корабельних пунктах», які склав під час подорожі. В них він закликав до скасування сьоґунату через повернення владних повноважень Імператору, побудови унітарної держави, впровадження парламентської системи управління, встановлення рівноправних відносин із іноземними державами. В листопаді того ж року, під впливом цих пунктів, голова Тоса-хану Ямауті Тойосіґе запропонував 15-му сьоґуну Токуґава Йосінобу зректися і повернути владу Імператору в обмін на створення всеяпонського уряду нового зразка. Сьоґун погодився, оголосив про свій намір підлеглим і 9 листопада повернув монарху свою посаду, титули і владні повноваження.
Наприкінці життя Рьома виконував функції посланця Тоса-хану в Наґасакі та Фукуй, де обговорював з японськими політиками та інтелектуалами форму організації майбутнього уряду. Проте 10 грудня 1867 перебуваючи інкогніто на постоялому дворі Омія в Кіото, його викрив патруль сьоґунату. В нерівному бою із правоохоронцями 31-річний Рьома загинув. Поховали його в Святилищі Ґококу в Кіото.
Незважаючи на стримані оцінки діяльності Сакамото Рьоми сучасниками та істориками, його образ був ідеалізований в японській пресі, літературі та мистецтві. Завдяки цьому ім'я стало широко відомим в Японії. На батьківщині Рьоми споруджено музей на його честь.